# 갑오징어과
갑오징어과는 갑오징어목의 하위 과이다.
몸 안에 ‘뼈’로 불리는 석회질이 있는데, 실제로 뼈는 아니다.